# حارة بير القحوم (صنعاء)
حارة بير القحوم هي إحدى حارات حي شعوب بمديرية شعوب إحد مديريات العاصمة اليمنية صنعاء، بلغ تعداد سكانها 1960 نسمة حسب تعداد اليمن لعام 2004.